# Ponte da Misericórdia
A Ponte da Misericórdia foi segunda ponte de pedra a ser construída em São João del-Rei. Em comparação com as pontes do Rosário e da Cadeia, a Ponte da Misericórdia ou da Santa Casa era pequena. Segundo Luís de Melo Alvarenga, a ponte foi construída com o objetivo para facilidade e maior segurança das pessoas que necessitavam ir ao hospital.
O responsável pela construção foi Aniceto de Sousa Lopes, arrematada em 12 de dezembro de 1798, com previsão de entrega em junho de 1799. 
A Rua da Misericórdia passou por remodelação em 1912, procedendo-se o soterramento do arco de cantaria lavrada, o alargamento da rua e construção de uma galeria, com arco em tijolo, pedra e concreto, para passagem do córrego do Segredo. Desde então a ponte não é mais aparente, apesar de ainda existir.